# Waldbahn Hajnówka–Topiło/Postołowo
| Bahndamm über den Topiło-See Lokschuppen |                     |                                   |                                   |
| Streckenlänge: | Heute noch 17 km    |                                   |                                   |
| Spurweite: | 600 mm (Schmalspur) |                                   |                                   |
| Streckengeschwindigkeit: | 15 km/h             |                                   |                                   |
| |                     |                                   |                                   |
| \| \| 6 \| Postołowo \| Postołowo \| \| \| 0 \| Hajnówka-Wąskotorowa, Lokschuppen \| Hajnówka-Wąskotorowa, Lokschuppen \| \| \| \| \| \| \| \| 11 \| Topiło \| Topiło \| |                     |                                   |                                   |
| Kopfbahnhof Streckenanfang | 6                   | Postołowo                         | Postołowo                         |
| Kopfbahnhof Streckenanfang und quer · Abzweig nach rechts und von rechts                                                                                                 | 0                   | Hajnówka-Wąskotorowa, Lokschuppen | Hajnówka-Wąskotorowa, Lokschuppen |
| Strecke |                     |                                   |                                   |
| Kopfbahnhof Streckenende | 11                  | Topiło                            | Topiło                            |

Die Waldbahn Hajnówka–Topiło/Postołowo (polnisch Kolej Leśna Puszczy Białowieskiej – Hajnówka) ist eine heute noch 17 Kilometer lange  Schmalspur-Waldbahn von Hajnówka nach Topiło und Postołowo in der Woiwodschaft Podlachien im Osten Polens an der Grenze zu Belarus.

## Streckenverlauf
Die Bahn mit einer Spurweite von 600 mm beginnt an der Hauptniederlassung der Forstverwaltung Hajnówka bei einem Lokschuppen. Ein Streckenabschnitt führt von dort durch den Wald und über kleine Lichtungen des Białowieża-Nationalparks 11 km nach Süden bis Topiło und der andere 6 km nach Nordosten bis in den Wald bei Postołowo.
Die Waldbahn wurde ab 1916 verlegt, um Lang- und Stückholz aus den Wäldern von Białowieża zum Sägewerk zu transportieren. Bis zum Ende des Ersten Weltkriegs wurden 85 km festverlegte Gleise und fliegende Gleise mit einer Gesamtlänge von etwa 190 km Länge verlegt. Damit wurden während des Ersten Weltkrieges etwa 5 Mio. m³ Holz aus dem Wald abtransportiert.
In den Jahren 1920–1939 wurde der Bau weiterer Gleise und der erforderlichen Infrastruktur fortgesetzt. Bis zum Ausbruch des Zweiten Weltkriegs betrug die Gesamtlänge der Strecken ca. 360 km, einschließlich 200 km fest verlegten Gleisen.

## Betrieb
Die Waldbahn verfügte an ihrem Höhepunkt vor dem Zweiten Weltkrieg über 24 Dampflokomotiven. Jährlich wurden rund 1 Million m³ Holz aus dem Wald abtransportiert. In der Nachkriegszeit blieben auf polnischer Seite etwa 180 km Gleise übrig. Die Kriegsschäden wurden repariert und die Waldbahn wurde wieder zum Transport für Holz für die lokale Industrie betrieben. In den 1960er Jahren wurden jährlich rund 200.000 m³ Holz aus dem Wald abtransportiert.
1974 wurden die noch verbliebenen zwölf Dampflokomotiven durch neun im VEB Lokomotivbau Karl Marx Babelsberg gebauten LKM-V-10-C-Diesellokomotiven mit einer Leistung von jeweils 102 PS ersetzt. In den Jahren 1991–1992 wurde der industrielle Betrieb der Waldbahn eingestellt und der touristische Verkehr zum 75. Jahrestag der Waldbahn eröffnet. 1991, anlässlich des Jubiläums, wurde eine der Dampflokomotiven wieder auf der Strecke eingesetzt. In den Werkstätten wurden Wagen für den Personentransport gebaut. Seit 1996 wird auch die zweite, kürzere Strecke Hajnówka–Postołowo für den touristischen Verkehr genutzt.

## Infrastruktur

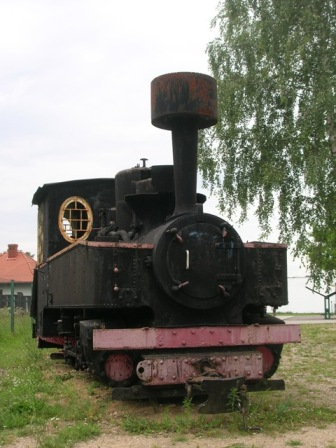
Brigadelok-Denkmal, Tx 200, (Henschel 15959/1918)

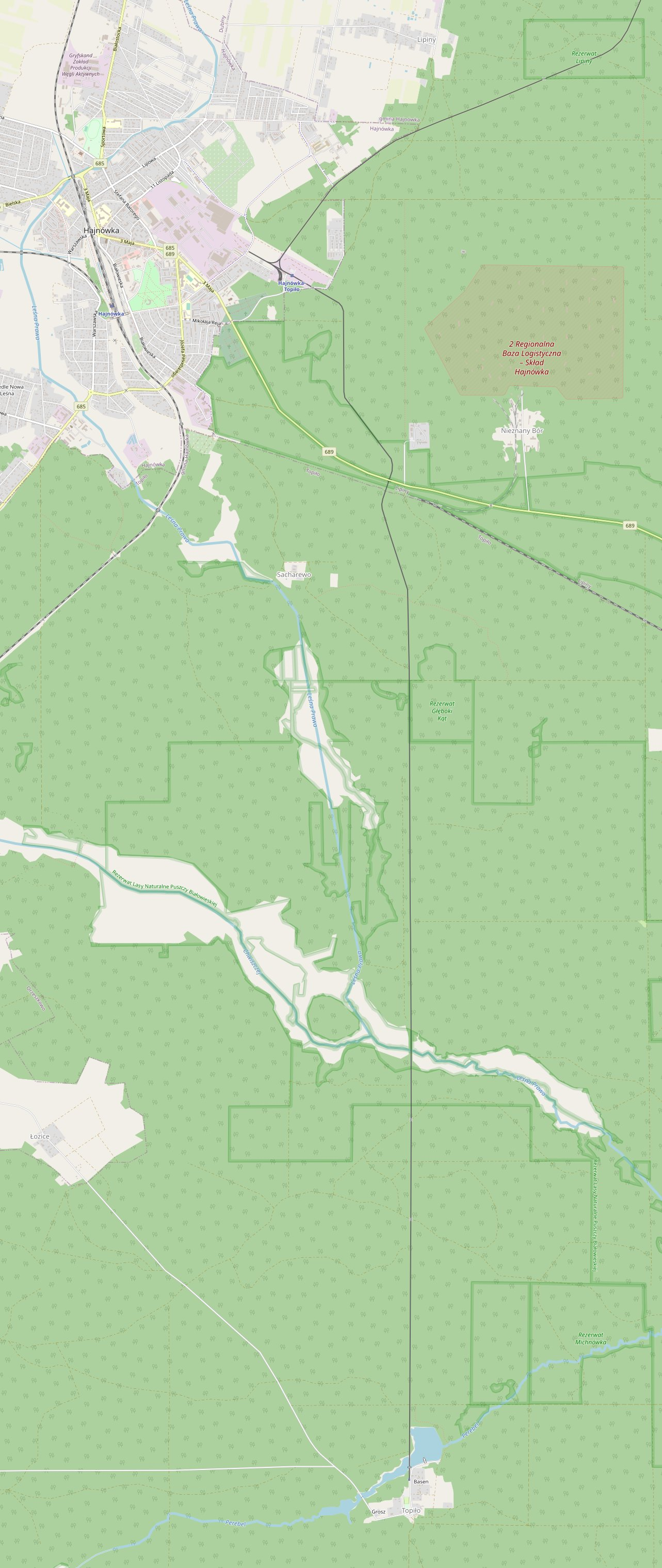
Streckenverlauf

Am Bahnhof Hajnówka-Wąskotorowa gibt es eine historische Heeresfeldbahn-Brigadelok aus dem Jahr 1918 für den Langholztransport, ein Bahnhofsgebäude mit Registrierkasse, Toiletten sowie ein Bahnsteig mit einem Unterstand.
Bei Topiła steht eine historische Las47-Dampflokomotive für den Holztransport mit Wagen in der Nähe eines Bahnsteigs mit einem Unterstand.

## Touristischer Verkehr
Fahrplanmäßiger Betrieb findet vom 27. Juli bis 30. August 2020 jeden Dienstag, Donnerstag, Freitag, Samstag und Sonntag um 10:00 und 14:00 Uhr statt sowie in der Zeit vom 3. bis 29. September 2020 jeden Donnerstag und Samstag um 10:00 und 14:00. Während der COVID-19-Epidemie wird die Anzahl der Sitzplätze für Fahrgäste um die Hälfte reduziert, d. h. auf 14 pro Wagen, d. h. maximal 70 Passagiere pro Zug. Die Fahrgäste müssen unter anderem das Prinzip der sozialen Distanz einhalten und in den Wagen, in der Warteschlange sowie an Orten und in Räumen, an denen dies nicht möglich ist, ihren eigenen Mund-Nasen-Schutz verwenden.
Sonderfahrten finden nach telefonischer Absprache statt. Die Waldbahn fährt je nach Teilnehmerzahl auf einer von zwei Strecken. Gelegentlich kommt es zu fiktiven Raubüberfällen, bei dem die Reisepässe von belarussischen Grenzschutzbeamten überprüft werden. Die Razzia-Truppe trägt entsprechende Kostüm-Uniformen, ist bewaffnet und spricht nur Russisch oder Belarussisch.
| Streckenabschnitt  | Länge der Strecke | Mindestanzahl der Fahrgäste | Fahrzeit in eine Richtung | Aufenthalt am Endbahnhof |
| ------------------ | ----------------- | --------------------------- | ------------------------- | ------------------------ |
| Hajnówka–Topiło    | 11 km             | 40 Personen                 | 1 Stunde                  | 1 Stunde                 |
| Hajnówka–Postołowo | 6 km              | 20 Personen                 | ½ Stunde                  | 1 Stunde                 |

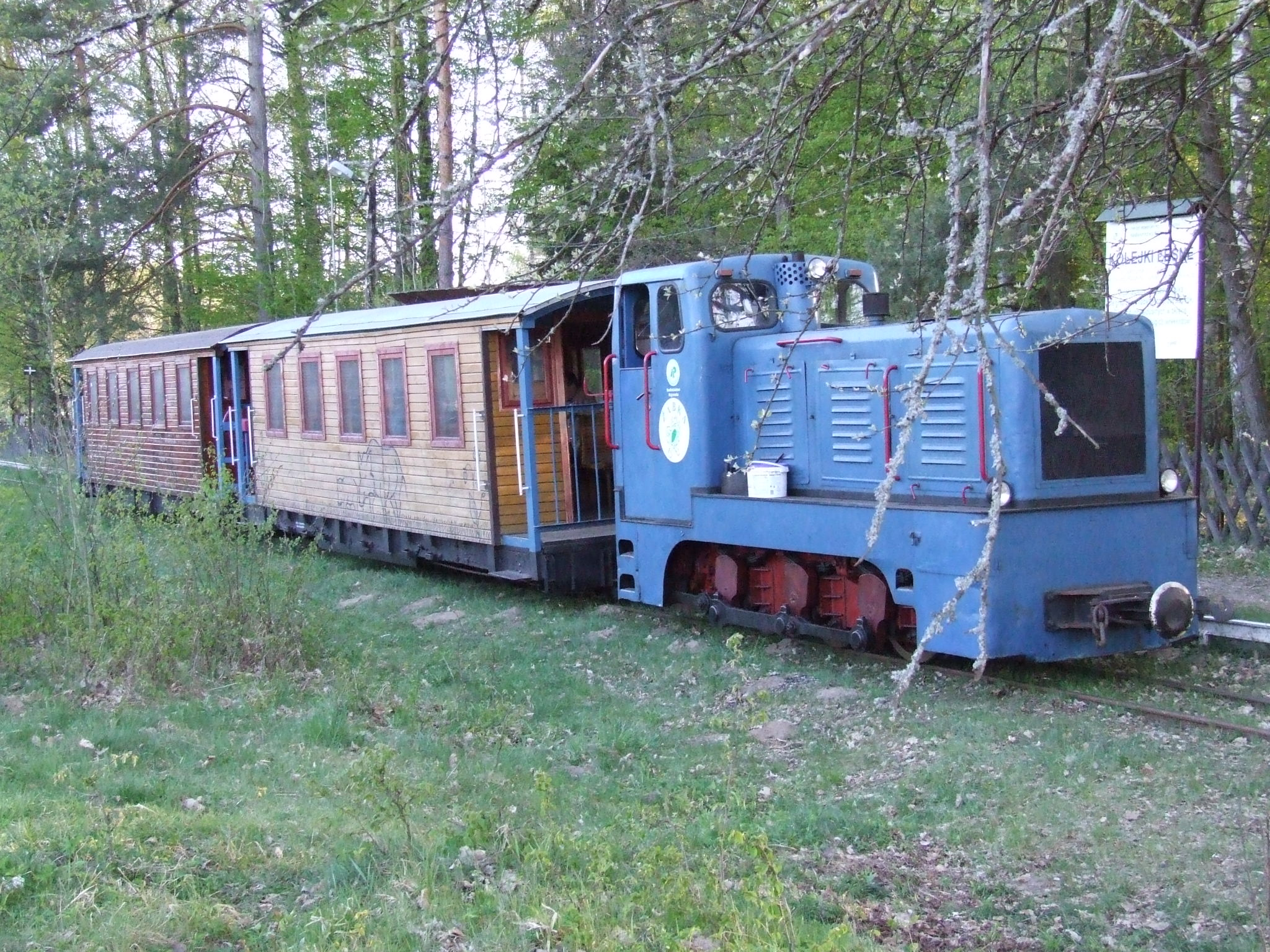
Diesellokomotive V10C
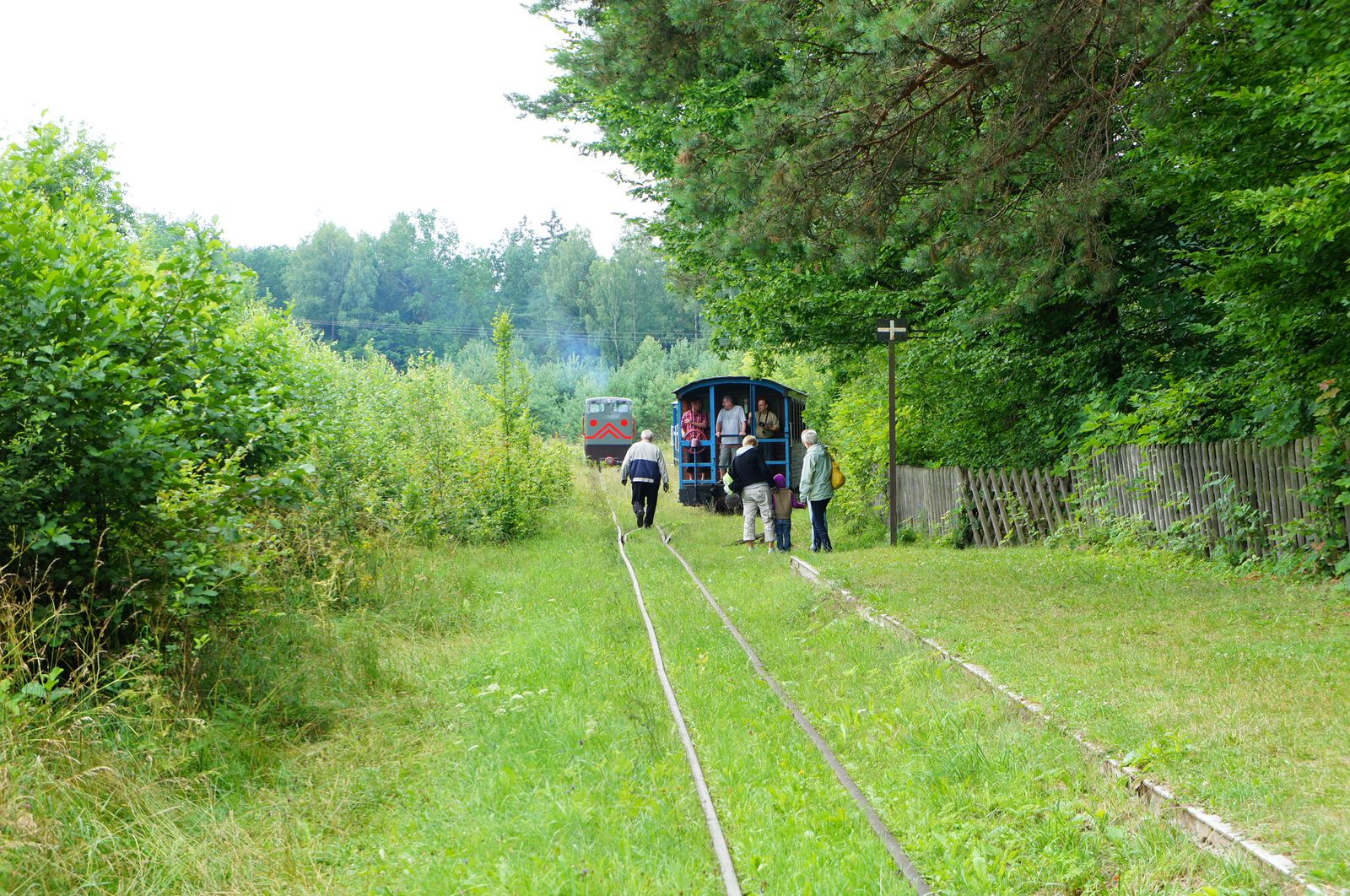
Bahnhof Topiło
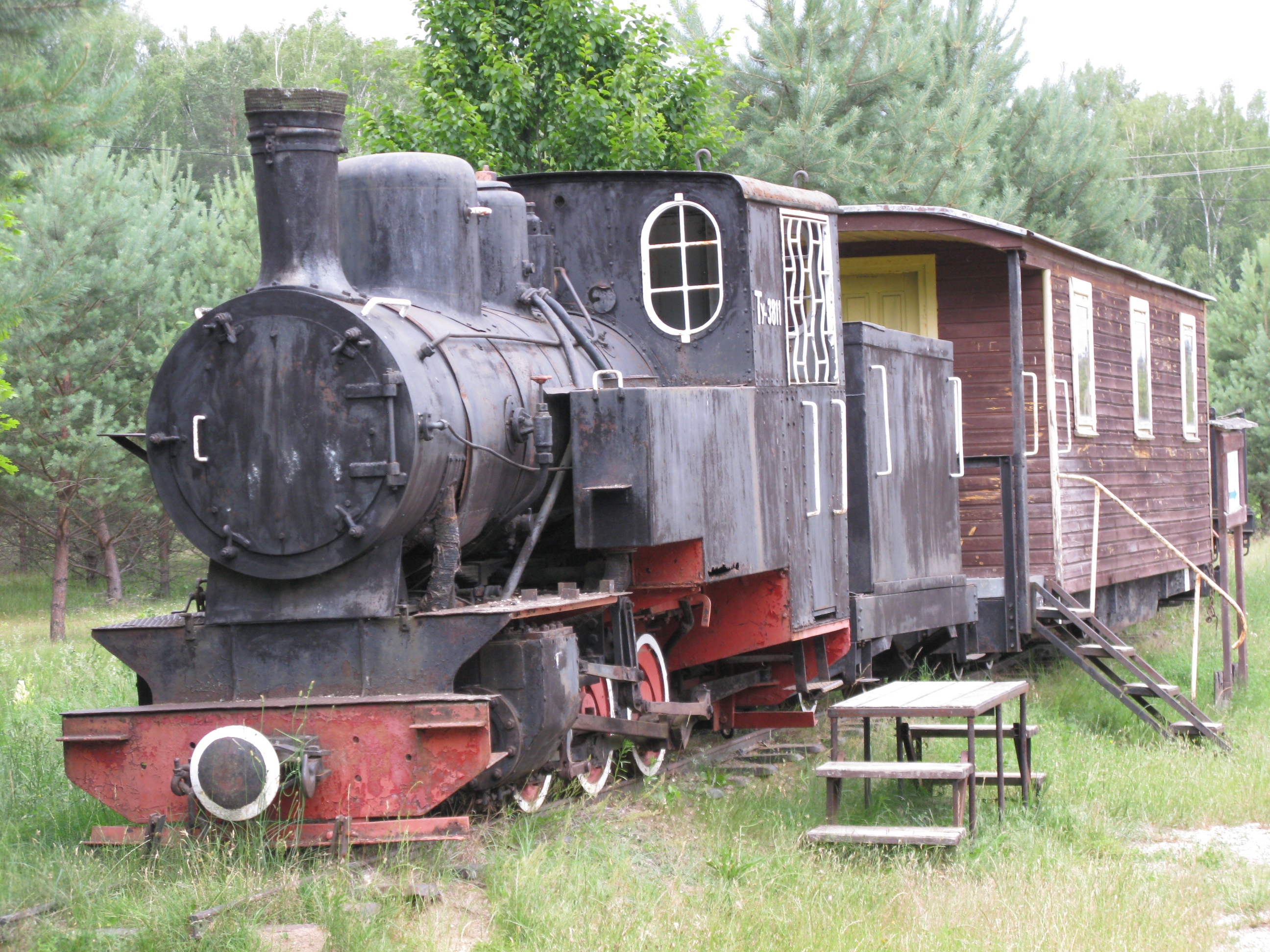
Dampflok-Denkmal Ty 3811 (Fablok 3811/1958)

## Naturschutz
Entlang der Strecke wurde 2017 eine wissenschaftliche Studie zur Bedeutung der Waldbahntrasse als Korridor für invasive Pflanzen durchgeführt, deren Ergebnisse auf Englisch publiziert wurden.